# Bitka pri Rdečih pečinah
Bitka pri Rdečih pečinah, znana tudi kot bitka pri Čibiju (poenostavljeno kitajsko 赤壁之战, tradicionalno kitajsko 赤壁之戰, pinjin Chì bì zhī zhàn), je bila odločilna bitka na reki Jangce pozimi leta 208–209 ob koncu dinastije Han, približno dvanajst let pred začetkom zgodovinskega obdobja treh kraljestev.  V bitki se je zavezniška vojska južnih vojskovodij Sun Čuana, Lju Beja in Lju Čija spopadla s številčno veliko močnejšo vojsko severnega vojskovodje Cao Caa. Lju Bej in Sun Čuan sta preprečila Cao Caov poskus osvojitve dežel južno od reke Jangce in ponovne združitve Kitajske pod dinastijo Vzhodni Han. 
Zavezniška zmaga pri Rdečih pečinah je zagotovila preživetje Lju Beja in Sun Čuana, jima omogočila nadzor nad Jangcejem in zagotovila obrambno linijo, ki je bila osnova za kasnejšo ustanovitev dveh južnih držav Šu Han in Vzhodni Vu.
Poskusi rekonstrukcije časovne premice dogodkov v bitki se zelo razlikujejo. Veliko razprav ostaja tudi o natančni lokaciji bojišča. Večina akademikov meni, da so možna bojišča jugozahodno od današnjega Vuhana na južnem bregu Jangceja ali severovzhodno od Bačjuja v današnjem Juejangu v Hunanu. 

## Ozadje
V začetku 3. stoletja je dinastija Han, ki je vladala skoraj štiri stoletja, propadla. Cesar Šjan je bil od leta 189 politična figura brez oblasti nad regionalnimi vojskovodji. Eden najmočnejših vojskovodij je bil Cao Cao, ki je cesarja gostil v svoji prestolnici Je, kar mu je poleg pridiha legitimnosti dajalo tudi nekaj oblasti nad cesarjem. Leta 200 je Cao Cao pri Guanduju premagal svojega glavnega tekmeca Juan Šaa, ponovno združil severno Kitajsko in dobil  nadzor nad Severnokitajsko nižino. Pozimi leta 207 je v bitki pri Gori belega volka premagal ljudstvo Vuhuan in zavaroval svoj severni bok. Po vrnitvi v Je leta 208 je bil na lastno priporočilo imenovan za kanclerja, kar mu je omogočilo popoln nadzor nad cesarsko vlado.
Cao Caov pohod na jug se je začel kmalu zatem jeseni 208. Prva tarča je bil odsek Jangceja v provinci Džing. Zavzetje mornariške baze v Džjanglingu in zagotovitev nadzora nad Jangcejem v provinci Džing sta bila potrebna pogoja za uspešen pohod na jug. Njegova nasprotnika sta bila vojskovodja Lju Bjao in Sun Čuan. Liu Bjao je bil guverner Džinga in nadziral Jangce zahodno od ustja reke Han, se pravi ozemlje okoli mesta Šjakov in jugovzhodno od njega. Vojskovodja Lju Bej je bil iz Fančenga, kamor sta z Lju Bjaom pobegnila po neuspelem poskusu umora Cao Caa in obnovitve cesarske oblasti.
Cao Cao je sprva dosegel hiter uspeh. Provinca Džing je bila v slabem stanju. Njena vojska je bila izčrpana zaradi spopada s Sun Čuanom na jugu in nasledstvenega spora med Lju Bjaovima sinovoma Lju Čijem in mlajšim Lju Congom. V sporu je zmagal Lju Cong, Lju Či pa je bil prestavljen v poveljstvo Džjangši. Lju Bjao je le nekaj tednov kasneje umrl zaradi bolezni, Lju Cong pa se je predal napredujočemu Cao Cau, ki je s tem dobil precejšnje rečno ladjevje in Džjangling kot prednjo operativno bazo.
Cao Caovo napredovanje je Lju Beja prisililo v neorganiziran umik proti jugu, ki so ga spremljali begunci in ga je zasledovala Cao Caova elitna konjenica. Lju Bej je bil obkoljen in odločilno poražen v bitki pri Čangbanu, vendar je pobegnil proti vzhodu v Šjakov, kjer se je povezal s Sun Čuanovim odposlancem Lu Sujem. Zgodovinska poročila o teh dogajanjih so nedosledna, Lju Či in naborniki iz Ljangšija pa so se kasneje nedvomno pridružil Lju Beju.
Lju Bejev glavni svetovalec Džuge Ljang je bil poslan v Čajsang, današnji Džjudžjang v Džjangšiju,  da bi se  s Sun Čuanom pogajal o zavezništvu proti Cao Cau.  Sun Čuanu je povedal, da imata Lju Bej in Lju Či vsak po 10.000 mož. Številki sta bili morda pretirani, vendar tudi tako velika vojska v odprti bitki ni mogla biti kos Cao Caovi vojski. Sun Čuan je pred Cao Cao je pred Džuge Ljangovem prihodom dobil Cao Caovo pismo, v katerem je Cao Cao trdil, da ima 800.000 vojakov, in mu namignil, da pričakuje Sun Čuanovo vdajo. Vdajo mu je svetoval tudi Sun Čuanov glavni svetovalec Džang Džao.  Sun Čuan je kljub temu  privolil v zavezništvo in poslal Lju Beju vojsko 30.000 mož. Združena vojska je imela okoli 50.000 izurjenih in za boj pripravljenih vojakov.
Džov Ju je ocenil,  da je imela Cao Caova vojska okoli 230.000 mož, vendar je bilo med njimi 70.000-80.000 na silo zbranih mož iz Jinga, katerih morala in zvestoba Cao Cau sta bili vprašljivi. V omenjeno število so bili všteti tudi neborci, ki so skrbeli za oskrbo in komunikacije, in celo žene in otroci nekaterih vojakov.

## Bitka
Bitka pri Rdečih pečinah je potekala v treh fazah. Prva faza je bila  sestavljena iz začetnega spopada pri Rdečih pečinah, ki mu je sledil umik na položaje na severozahodnem bregu Jangceja okoli Vulina,  kjer so se dogajali prvi težji spopadi. Druga faza je vključevala spopad ladij na reki Jangce, ki se je izkazal za odločilnega. V zadnji fazi so bile Cao Caove sile poražene in prisiljene izvesti manever, ki se je izkazal za katastrofalen umik, bredenje po blatu in trpljenje zaradi bolezni na poti do prelaza Huarong, kjer se je beg končal. 
Združene Sun-Ljujeve sile so odplule gorvodno od Šjakova ali Fankova do Rdečih pečin, kjer so naletele na Cao Caovo predhodnico.  Cao Caova vojska se zaradi bolezni, nizke morale in utrujenosti zaradi dolgih pohodov ni mogla uspešno upreti nasprotniku in se je umaknila v Vulin severno od reke. Zavezniška vojska se je umaknila proti jugu.
Cao Cao je svoje ladje spel z verigami od krme do krme, verjetno zato, da bi zmanjšal morsko bolezen med vojaki, večinoma severnjaki, nevajenimi življenja na ladji. Ko je divizijski poveljnik Huang Gaj to opazil, je poslal Cao Cau pismo,  v katerem se je hlinil, da se predaja. V resnici je nekaj svojih ladij napolnil s snopi slame, suhim trsjem in oljem. Ko so te ladje priplule v bližino sovražnikovih ladij, so jih mornarji zažgali in jih v majhnih čolnih zapustili. V požaru na Cao Caovih ladjah je zgorelo ali se utopilo veliko njegovih mož in konj.
Po začetnem šoku med nasprotniki so Džov Ju in zavezniki z lahko pehoto napadli Cao Caovo vojsko, jo zmedli in popolnoma porazili.  Cao Cao je v brezupni situaciji ukazal splošen umik in pred umikom uničil številne preostale ladje.
Cao Caova vojska se je poskušala umakniti po Huaronški cesti, na kateri je severno od jezera Donting dolg odsek skozi močvirja.  Zaradi močnega deževja je bila cesta tako razmočena, da so morali številni, tudi bolni  vojaki s snopi slame nasipati cesto, da je postala prehodna za jezdece. Mnogo vojakov se je med delom utopilo v blatu ali bilo poteptanih do smrti. Zavezniki, ki sta jih vodila Džov Ju in Lju Bej sta  po kopnem in vodi lovila begunce,  dokler niso dosegli poveljstva Nan, kjer sta lakota in bolezen dotolkla še preostalo Cao Caovo vojsko. Cao Cao se je umaknil proti severu v svojo domačo bazo Ječeng in za seboj pustil Cao Rena in Šu Huanga, da zavarujeta Džjanling. V Šjangjangu je bil stacioniran Jue Džin, v Dangjangu pa Man Čong.
Zavezniški protinapad bi lahko v celoti uničil Cao Caovo vojsko,  vendar se je prečkanje reke Jangce sprevrglo v kaos zaradi premajhnega števila plovil. Popolno katastrofo je preprečila odločna zaledna akcija Sun Čuanovega generala Gan Ninga.

## Posledice
Do konca leta 209 je postojanka, ki jo je ustanovil Cao Cao v Džjanglingu, pripadla Džov Juju. Meje Cao Caove domene so se pomaknile nazaj za približno 160 kilometrov do območja okoli Šjangjanga. Pred zmagovalce bitke se je postavilo vprašanje, kako razdeliti plen. Sprva sta Lju Bej in Lju Či oba pričakovala nagrade, saj sta sodelovala pri uspehu pri Rdečih pečinah, oba pa sta se uveljavila tudi  v provinci Džing.  Lju Či je bil imenovan za inšpektorja province Džing, vendar je bila njegova vladavina v regiji kratkotrajna. Nekaj mesecev po bitki pri Rdečih pečinah je umrl zaradi bolezni. Večino njegove domene je prevzel Sun Čuan. Po Lju Čijevi smrti je Lju Bej zahteval položaj inšpektorja province Džing in zasedel velik del province. Prevzel je oblast nad štirimi poveljstvi južno od Jangceja: v Vulingu, Čangšaju, Linglingu in Gujjangu. Sun Čuanove čete so utrpele veliko večje izgube kot Lju Bejeve v spopadu proti Cao Renu po bitki pri Rdečih pečinah, Džov Jujeva smrt leta 210 pa je drastično oslabila njegovo moč v provinci Džing.
Ko je Lju Bej zasedel provinco Džing, pred tem v Cao Caovi domeni, je pridobil strateško in naravno utrjeno območje ob reki Jangce, ki ga je Sun Čuan namenil sebi. Nadzor nad provinco Džing je Lju Beju zagotovil tako rekoč neomejen dostop do prehoda v provinco Ji in pomembnih vodnih poti v Vu (jugovzhodna Kitajska) in južni del porečja Jangceja. 
Cao Cao ni nikoli več poveljeval tako veliki rečni floti in ni nikoli več imel podobne priložnosti, da uniči svoje južne tekmece. Bitka pri Rdečih pečinah in zavzetje province Džing s strani Lju Beja sta potrdila ločitev južne Kitajske od severnega osrčja doline Rumene reke in napovedala os sovražnosti sever–jug, ki so trajale več stoletij.